# Ernst Volkmann (Kriegsdienstverweigerer)

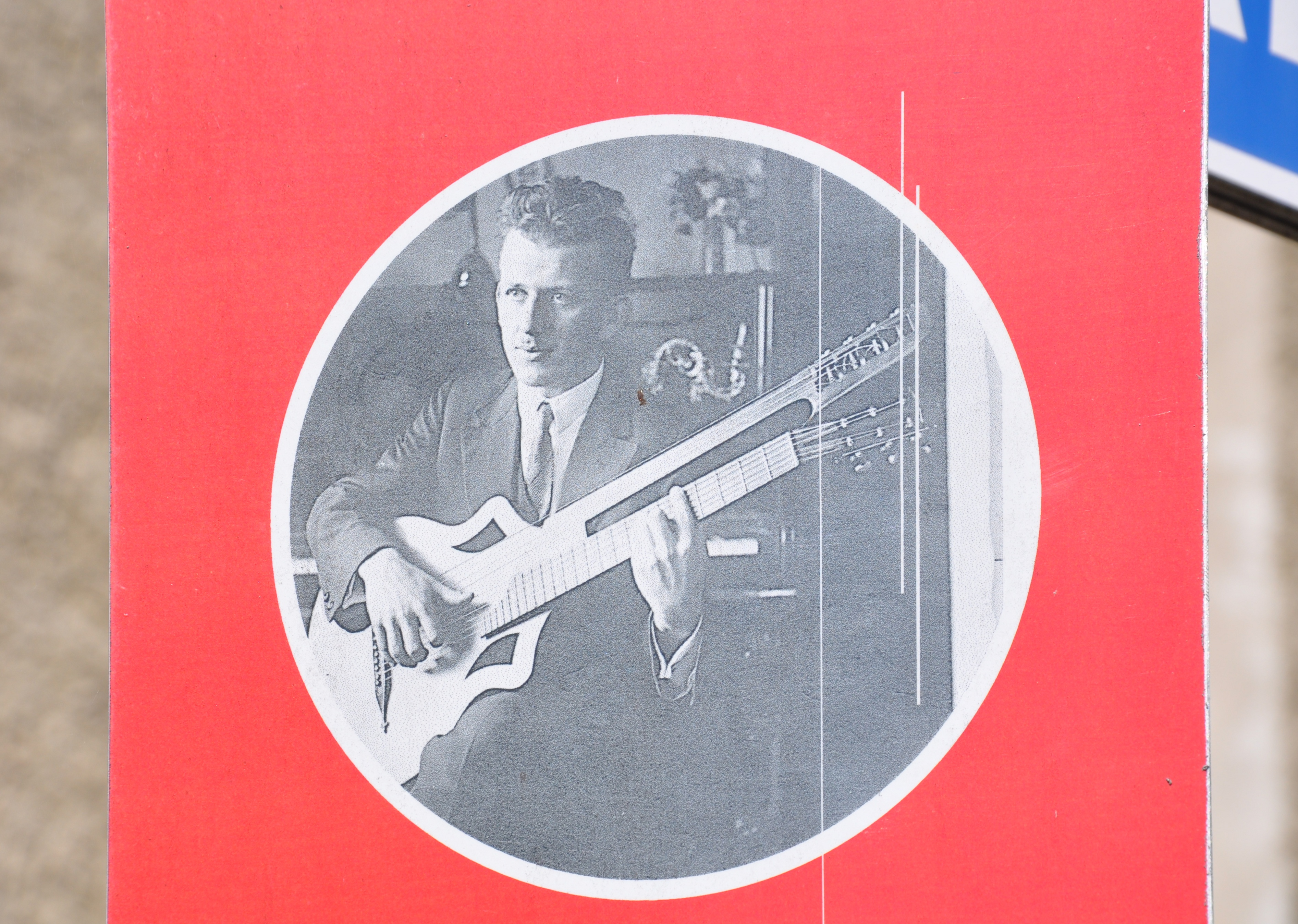
Ernst Volkmann (auf der Informationstafel an der „Ernst-Volkmann-Stiege“ in Bregenz)

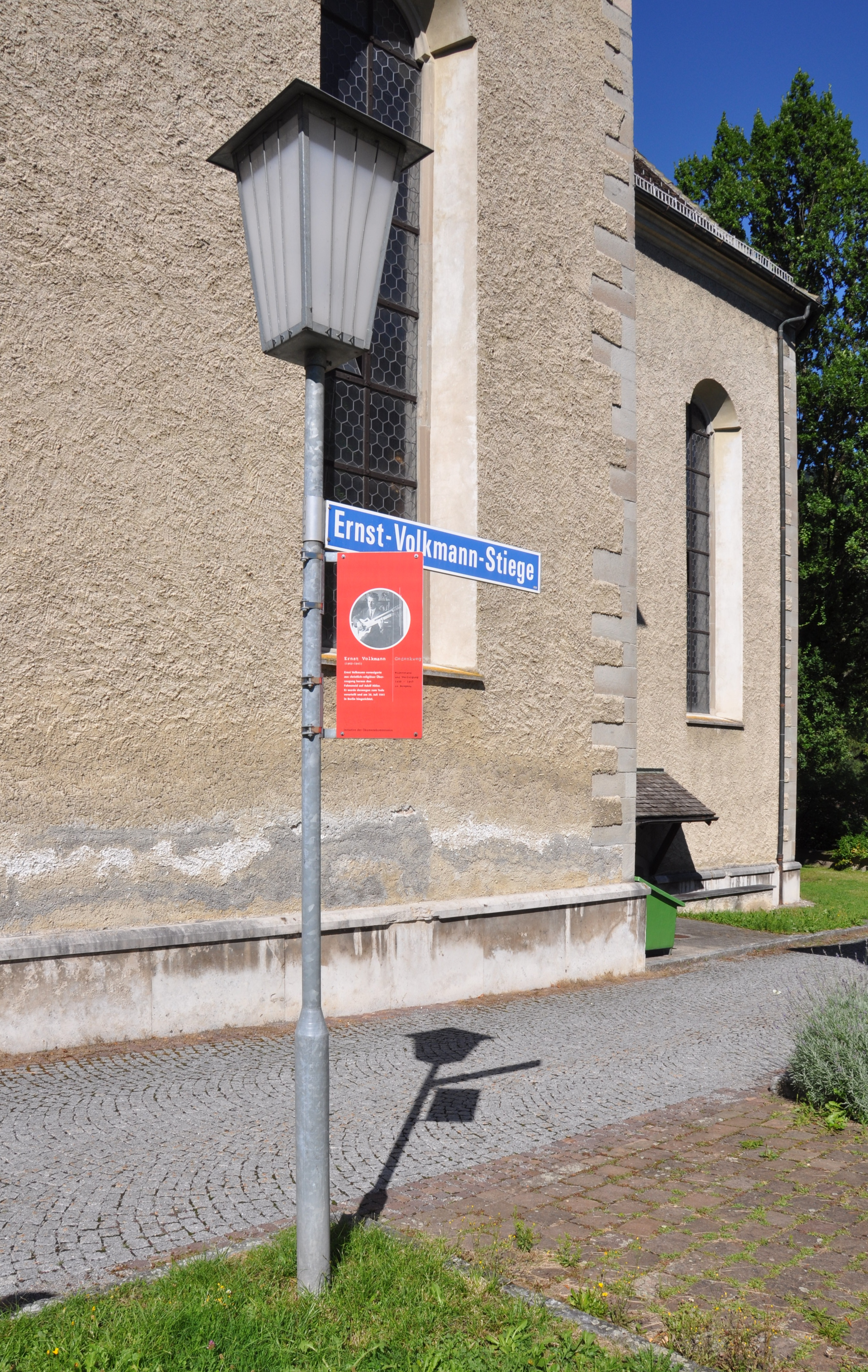
Hinweis auf die Ernst-Volkmann-Stiege an der Pfarrkirche Bregenz-St. Gallus

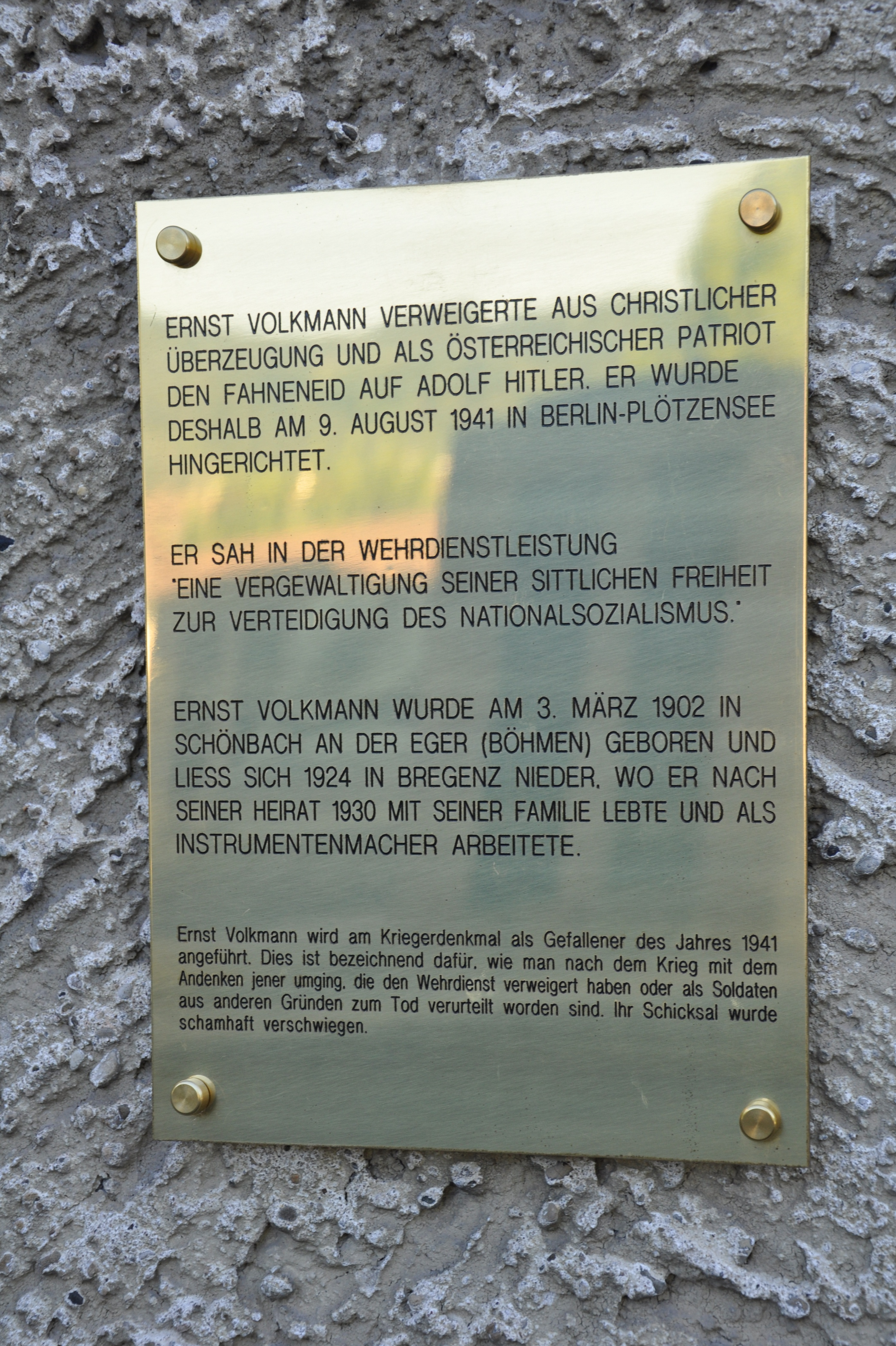
Gedenktafel für Ernst Volkmann an der Pfarrkirche St. Gallus in Bregenz (Foto: Juli 2010)

Ernst Volkmann (* 3. März 1902 in Schönbach, Böhmen; † 9. August 1941 in Brandenburg an der Havel) war ein österreichischer Kriegsdienstverweigerer im Zweiten Weltkrieg.

## Leben
Volkmann kam 1924 zum ersten Mal nach Bregenz und ließ sich dort 1927 endgültig als Gitarrenbauer nieder. Er heiratete und lebte mit seiner Familie im Haus neben der Pfarrkirche Bregenz-St. Gallus, wo er Mesnerdienste versah.
Mehrmals unterließ es Volkmann, der Aufforderung zur Wehrerfassung im Wehrmeldeamt nachzukommen, sodass im Frühjahr 1940 eine Anzeige erfolgte. Obwohl Volkmann in einer medizinischen Untersuchung Zurechnungsfähigkeit beschieden wurde, ließ der zuständige Richter das darauf folgende Verfahren einstellen.
Als Ernst Volkmann im Februar 1941 dann zur Wehrmacht nach Lienz eingezogen wurde, ließ er den dortigen Kompanieführer wissen, „er könne einem Mann wie Hitler nach allem, was dieser der Kirche und Österreich angetan habe, nicht den Eid der Treue leisten“. Erneut wurde ein psychiatrisches Gutachten erstellt, wieder wurde darin die Zurechnungsfähigkeit Volkmanns festgestellt. Der Fall gelangte an das Salzburger Divisionsgericht und, als Volkmann weiter standhaft blieb, an das Reichskriegsgericht in Berlin.
Bei der dortigen Hauptverhandlung am 7. Juli 1941 wurde Volkmann bedroht und erniedrigt, dennoch bewies er erneut seine Charakterstärke und erklärte, dass die Ableistung des Fahneneides eine Vergewaltigung seiner sittlichen Freiheit sei.
Ernst Volkmann wurde am 9. August 1941 im Zuchthaus Brandenburg hingerichtet; ein Gnadengesuch seiner Frau wurde abgelehnt. Am gleichen Tag wurden zwei weitere Kriegsdienstverweigerer aus religiösen Gründen, der Zeuge Jehovas Alois Schübl aus Wien und als Mitglied der Reformadventisten Leander Zrenner aus München, enthauptet.

## Würdigung
Nach dem Krieg wurde Volkmann am örtlichen Kriegerdenkmal als „Gefallener“ des Jahres 1941 verzeichnet, womit schamhaft sein Schicksal verschleiert wird. (Siehe Text auf der abgebildeten Messing-Gedenktafel von 2007.)
1983 erschien der erste würdigende Artikel über Ernst Volkmann durch Meinrad Pichler. Am 26. Oktober 2003 wurde in einem vom ZDF aus Bregenz übertragenen Gottesdienst Volkmanns gedacht. Im Dezember 2004 wurde er im Zusammenhang mit Franz Jägerstätter erwähnt, der exakt zwei Jahre nach ihm in derselben Haftanstalt ermordet wurde.  Am 10. November 2005 wurde Ernst Volkmann im Rahmen der Carl-Lampert-Erinnern-Veranstaltungen in einer eigenen Feier in der Seekapelle Bregenz geehrt.  Am 23. September 2007 errichteten die christlichen Pfarreien und die Stadt Bregenz eine Gedenktafel an der Außenmauer der  Pfarrkirche St. Gallus. Diese wurde am 14. November 2010 durch eine Gedenkstele ersetzt. Zudem gibt es eine Ernst-Volkmann-Stiege, die von der Pfarrkirche St. Gallus den Hang zum Thalbachkloster hinunter führt.
Die katholische Kirche hat Ernst Volkmann im Jahr 1999 als Glaubenszeugen in das deutsche Martyrologium des 20. Jahrhunderts aufgenommen.